# Bogdocosa kronebergi
Espèce
Synonymes
- Alopecosa kronebergi Andreeva, 1976
- Pardosa beijiangensis Hu & Wu, 1989
- Bogdocosa baskuntchakensis Ponomarev & Belosludtsev, 2008

Bogdocosa kronebergi est une espèce d'araignées aranéomorphes de la famille des Lycosidae.

## Distribution
Cette espèce se rencontre en Russie dans l'oblast d'Astrakhan, en Azerbaïdjan, en Arménie, en Iran dans les provinces du Khorasan septentrional et du Khorasan-e Razavi, au Kazakhstan, en Ouzbékistan, au Tadjikistan et en Chine au Xinjiang,.

## Description
Les mâles mesurent de 4,4 à 5,7 mm et les femelles de 5,0 à 8,2 mm.

## Systématique et taxinomie
Cette espèce a été décrite sous le protonyme Alopecosa kronebergi par Andreeva en 1976. Elle est placée dans le genre Bogdocosa par Esyunin et Ponomarev en 2018.
Pardosa beijiangensis et Bogdocosa baskuntchakensis ont été placées en synonymie par Esyunin et Ponomarev en 2018.

## Publication originale
- Andreeva, 1976 : Payki Tadzhikistana. Dyushanbe, p. 1-196.